# Flughafen Nakashibetsu

i8
i11
i13
Der Flughafen Nakashibetsu (japanisch 中標津空港 Nakashibetsu Kūkō, IATA-Code: SHB, ICAO-Code: RJCN) ist ein kleiner Verkehrsflughafen der Stadt Nakashibetsu in Hokkaidō, Japan. Der Flughafen liegt etwa 4 Kilometer nordwestlich vom Stadtzentrum Nakashibetsus. Von hier gibt es derzeit (2009) nur Inlandsverbindungen. Der Flughafen Nakashibetsu gilt nach der japanischen Gesetzgebung als Flughafen 3. Klasse.
Der Flughafen ist regional auch unter dem Namen Nemuro-Nakashibetsu Airport bekannt.